# Ceromya fera
Ceromya fera là một loài ruồi trong họ Tachinidae.